# Berni Puig
Berni Puig (Castellbell i el Vilar, 1990) és un artista visual català. En les seves obres utilitza les formes geomètriques i els colors primaris per a crear composicions que busquen el límit entre la figuració i l'abstracció, amb l'objectiu que sigui l'espectador qui acabi l'obra a partir de la imaginació, el joc o la interacció amb la peça artística. Una part de les seves obres són murals de grans dimensions fets en parets, construint un llenguatge particular que fa conviure l'art contemporani amb l'entorn rural.
| «            | Normalment vaig a llocs industrials, m'apropio d’objectes i els intervinc per crear escultures o modificar espais i fer jocs visuals. | » |
| — Berni Puig | |   |

## Trajectòria
Des del 2017 resideix al centre cultural i artístic Konvent, a l'antiga colònia tèxtil de Cal Rosal, on té l'estudi, alhora que participa en la gestió de l'espai de creació.
L'any 2020 executà Omnipresent, l'obra més important i significativa de la seva trajectòria artística, a l'església de Sant Joan Baptista de Penelles, una de les primeres esglésies en ús intervingudes per un artista contemporani. Segons Puig, el repte més gran va ser fer una obra inclusiva amb les dues societats: la que és fidel i la que no: «Volia defugir de l'imaginari catòlic», i va agafar Google Maps i va fer una fotografia aèria de Penelles i el territori del voltant: «Vaig seleccionar els camps, el parcel·lari, les cases i els canals; i vaig dotar cada espai d'un color, construint un mapa exacte que després vaig plasmar dins de l'església».
És arran d'aquesta estada a Ponent que s'interessà pel conflicte al voltant de les treballadores temporeres de la fruita a la Plana de Lleida, és per això que idear l'exposició artística El preu de la fruita. L'itinerari consta de sis parades i en cadascuna hi ha un punt de vista diferent sobre el conflicte a través d'àudios de jornalers, pagesos i advocats, entre d'altres. A més, hi ha diferents escultures de ceràmica que representen fruites repartides per diferents punts del Barri Vell de Lleida.